# Rappotjärnen
Rappotjärnen är en sjö i Jokkmokks kommun i Lappland och ingår i Råneälvens huvudavrinningsområde. Sjöns area är 0,05 kvadratkilometer och den befinner sig 240 meter över havet.